# National Rugby League

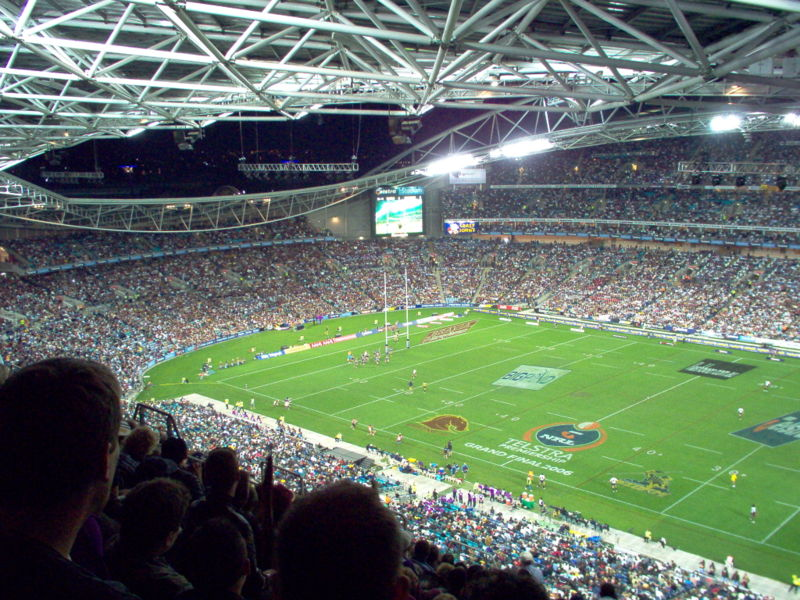
Jogo final da Rugby League em Sydney.

A National Rugby League (em português: Liga Nacional de Rugby) é o principal campeonato australiano de rugby league, fundado em 1998 após a unificação da Super League e da ARL.

## Times
| Time                        | Estádio                              | Cidade                  |
| --------------------------- | ------------------------------------ | ----------------------- |
| Brisbane Broncos            | Suncorp Stadium                      | Brisbane                |
| Canterbury Bulldogs         | ANZ Stadium                          | Sydney                  |
| Camberra Raiders            | Canberra Stadium                     | Canberra                |
| Cronulla Sharks             | Toyota Stadium                       | Sydney                  |
| Gold Coast Titans           | Skilled Park                         | Gold Coast              |
| Manly-Warringah Sea Eagles  | Broovale Oval                        | Sydney                  |
| Melbourne Storm             | Melbourne Olympic Park               | Melbourne               |
| New Zealand Warriors        | Mt Smart Stadium                     | Auckland, Nova Zelândia |
| Newcastle Knights           | Energy Australia Stadium             | Newcastle               |
| North Queensland Cowboys    | Dairy Farmers Stadium                | Townsville              |
| Parramatta Eels             | Parramatta Stadium                   | Sydney                  |
| Penrith Panthers            | CUA Stadium                          | Sydney                  |
| St George Illawarra Dragons | Oki Jubilee Stadium/WIN Stadium      | Sydney / Wollongong     |
| South Sydney Rabbitohs      | ANZ Stadium                          | Sydney                  |
| Sydney Roosters             | Sydney Football Stadium              | Sydney                  |
| Wests Tigers                | Campbelltown Stadium/Leichhardt Oval | Sydney                  |

## Campeões
| Grand Final   | Grand Final                 | Grand Final | Grand Final              | Grand Final                     | Grand Final | Campeão da temporada regular |
| Temporada     | Campeão                     | Resultado   | Vice-Campeão             | Estádio                         | Público     | Campeão da temporada regular |
| ------------- | --------------------------- | ----------- | ------------------------ | ------------------------------- | ----------- | ---------------------------- |
| 1998 Detalhes | Brisbane Broncos            | 38-12       | Canterbury Bulldogs      | Sydney Football Stadium, Sydney | 40.857      | Brisbane Broncos             |
| 1999 Detalhes | Melbourne Storm             | 20-18       | Illawara Dragons         | Telstra Stadium, Sydney         | 107.558     | Cronulla Sharks              |
| 2000 Detalhes | Brisbane Broncos            | 14-6        | Sydney Roosters          | Telstra Stadium, Sydney         | 94.277      | Brisbane Broncos             |
| 2001 Detalhes | Newcastle Knights           | 30-24       | Parramatta Eels          | Telstra Stadium, Sydney         | 90.414      | Parramatta Eels              |
| 2002 Detalhes | Sydney Roosters             | 30-8        | New Zealand Warriors     | Telstra Stadium, Sydney         | 80.130      | New Zealand Warriors         |
| 2003 Detalhes | Penrith Panthers            | 18-6        | Sydney Roosters          | Telstra Stadium, Sydney         | 81.166      | Penrith Panthers             |
| 2004 Detalhes | Canterbury Bulldogs         | 16-13       | Sydney Roosters          | Telstra Stadium, Sydney         | 82.127      | Sydney Roosters              |
| 2005 Detalhes | Wests Tigers                | 30-16       | North Queensland Cowboys | Telstra Stadium, Sydney         | 82.453      | Parramatta Eels              |
| 2006 Detalhes | Brisbane Broncos            | 15-8        | Melbourne Storm          | Telstra Stadium, Sydney         | 76.609      | Melbourne Storm              |
| 2007 Detalhes | Melbourne Storm             | 34-8        | Manly Sea Eagles         | Telstra Stadium, Sydney         | 81.392      | Melbourne Storm              |
| 2008 Detalhes | Manly Sea Eagles            | 40-0        | Melbourne Storm          | Telstra Stadium, Sydney         | 80.388      | Melbourne Storm              |
| 2009 Detalhes | Melbourne Storm             | 23-16       | Parramatta Eels          | Telstra Stadium, Sydney         | 82.538      | St George Illawarra Dragons  |
| 2010 Detalhes | St George Illawarra Dragons | 32-8        | Sydney Roosters          | Telstra Stadium, Sydney         | 82.334      | St George Illawarra Dragons  |
| 2011 Detalhes | Manly Sea Eagles            | 24-10       | New Zealand Warriors     | Telstra Stadium, Sydney         | 82.988      | Melbourne Storm              |